# Prawo Bartholomaego
Prawo Bartholomaego – prawo głosowe sformułowane w 1885 roku przez niemieckiego indoeuropeistę i indologa Christiana Bartholomaego, opisujące rozwój sekwencji dźwięcznej spółgłoski przydechowej (aspirowanej) [bʰ dʰ gʰ] i bezdźwięcznej spółgłoski nieprzydechowej [p t k] w sekwencję dźwięcznej spółgłoski nieprzydechowej [b d g] i dźwięcznej spółgłoski przydechowej [bʰ dʰ gʰ] . Przyjmuje się, że rozwój ten składa się z dwóch stadiów:
- W pierwszym stadium bezdźwięczna spółgłoska nieprzydechowa zostaje zasymilowana z poprzedzającą ją dźwięczną spółgłoską przydechową pod względem dźwięczności i przydechu, tak że dwie dźwięczne spółgłoski przydechowe występują po sobie.
- W drugim stadium pierwsza dźwięczna spółgłoska przydechowa traci przydech.

Zapis formalny: DʰT > DʰDʰ > DDʰ
Gdzie: Dʰ = spółgłoska dźwięczna przydechowa; D = spółgłoska dźwięczna nieprzydechowa; T = spółgłoska bezdźwięczna nieprzydechowa
Prawo Bartholomaego zachodzi w językach indoirańskich. 
Proces opisany przez Bartholomae’a nie jest wyjątkiem w rozwoju zbitek zwartych, lecz regularnym procesem wpływającym na oryginalne spółgłoski szczelinowe, przy czym spółgłoski zwarte w zbitkach wynikowych są pochodzenia wtórnego.

## Przykład
Od staroindyjskiego rdzenia czasownikowego labh- „pojmać” tworzony jest imiesłów przymiotnikowy przeszły bierny (dawny indoeuropejski przymiotnik odczasownikowy) przez dodanie przyrostka -ta-. Forma tego imiesłowu brzmi labdha- „pojmany”, gdzie -t- w sufiksie upodobniło się do bʰ pod względem dźwięczności i przydechu, a bʰ w rdzeniu straciło przydech.